# Sinningia
Sinningia Nees, 1825 è un genere di piante della famiglia delle Gesneriacee, originario dell'America tropicale.

## Descrizione
Comprende piante erbacee tuberose, alte circa 10–20 cm, che portano fiori composti da grandi campanule vellutate con colori vari e sfumati.
La specie più coltivata come pianta ornamentale è  Sinningia speciosa (Lodd.) Hiern, originaria del Brasile, ha grandi foglie vellutate, ripiegate, con venature pronunciate, semi-nascoste dai grandi fiori vistosi, imbutiformi, con i bordi increspati, variamente sfumati e punteggiati, di bianco, rosa, rosso, blu o porpora, a volte con i margini chiari, disposti a grappolo sopra la rosetta di foglie, in vaso raggiunge i 30 cm, comprende numerose varietà e ibridi; Sinningia pusilla (Mart.) Baill. è una specie simile ma di dimensioni ridotte con una rosetta di foglie alte non più di 3 cm, con grandi fiori color lavanda e con numerosi ibridi e varietà con fiori di colore rosa, blu-scuro, porpora, macchiettati o variegati di bianco.

## Tassonomia
Il genere Sinningia comprende le seguenti specie:
- Sinningia aggregata (Ker Gawl.) Wiehler
- Sinningia aghensis Chautems
- Sinningia allagophylla (Mart.) Wiehler
- Sinningia amambayensis Chautems
- Sinningia araneosa Chautems
- Sinningia barbata (Nees & Mart.) G.Nicholson
- Sinningia bragae Chautems, M.Peixoto & Rossini
- Sinningia brasiliensis (Regel & E.Schmidt) Wiehler & Chautems
- Sinningia bulbosa (Ker Gawl.) Wiehler
- Sinningia bullata Chautems & M.Peixoto
- Sinningia calcaria (Dusén ex Malme) Chautems
- Sinningia canastrensis Chautems
- Sinningia canescens (Mart.) Wiehler
- Sinningia carangolensis Chautems
- Sinningia cardinalis (Lehm.) H.E.Moore
- Sinningia cochlearis (Hook.) Chautems
- Sinningia concinna (Hook.f.) G.Nicholson
- Sinningia conspicua (Seem.) Focke
- Sinningia cooperi (Paxton) Wiehler
- Sinningia curtiflora (Malme) Chautems
- Sinningia defoliata (Malme) Chautems
- Sinningia douglasii (Lindl.) Chautems
- Sinningia elatior (Kunth) Chautems
- Sinningia eumorpha H.E.Moore
- Sinningia flammea Chautems & Rossini
- Sinningia ganevii Chautems & Mat.Perret
- Sinningia gerdtiana Chautems
- Sinningia gesnerifolia (Hanst.) Clayberg
- Sinningia gigantifolia Chautems
- Sinningia glazioviana (Fritsch) Chautems
- Sinningia globulosa Chautems & M.Peixoto
- Sinningia guttata Lindl.
- Sinningia harleyi Wiehler & Chautems
- Sinningia hatschbachii Chautems
- Sinningia helioana Chautems & Rossini
- Sinningia helleri Nees
- Sinningia hirsuta (Lindl.) G.Nicholson
- Sinningia hoehnei Chautems, A.P.Fontana & Rossini
- Sinningia iarae Chautems
- Sinningia incarnata (Aubl.) D.L.Denham
- Sinningia insularis (Hoehne) Chautems
- Sinningia kautskyi Chautems
- Sinningia lateritia (Lindl.) Chautems
- Sinningia leopoldii (Scheidw. ex Planch.) Chautems
- Sinningia leucotricha (Hoehne) H.E.Moore
- Sinningia lindleyi L.Schauer
- Sinningia lineata (Hjelmq.) Chautems
- Sinningia lutea Buzatto & R.B.Singer
- Sinningia macrophylla (Nees & Mart.) Benth. & Hook.f. ex Fritsch
- Sinningia macropoda (Sprague) H.E.Moore
- Sinningia macrostachya (Lindl.) Chautems
- Sinningia magnifica (Otto & A.Dietr.) Wiehler
- Sinningia mauroana Chautems
- Sinningia micans (Fritsch) Chautems
- Sinningia minima A.O.Araujo & Chautems
- Sinningia muscicola Chautems, T.Lopes & M.Peixoto
- Sinningia nivalis Chautems
- Sinningia nordestina Chautems, Baracho & J.A.Siqueira Filho
- Sinningia piresiana (Hoehne) Chautems
- Sinningia polyantha (DC.) Wiehler
- Sinningia punctata  Scheidw. ex T.Moore & Ayres
- Sinningia pusilla (Mart.) Baill.
- Sinningia ramboi G.E.Ferreira, Waechter & Chautems
- Sinningia reitzii (Hoehne) L.E.Skog
- Sinningia richii Clayberg
- Sinningia rupicola (Mart.) Wiehler
- Sinningia sceptrum (Mart.) Wiehler
- Sinningia schiffneri Fritsch
- Sinningia schomburgkiana (Kunth & C.D.Bouché) Chautems
- Sinningia sellovii  (Mart.) Wiehler
- Sinningia speciosa (G.Lodd. ex Ker Gawl.) Hiern
- Sinningia stapelioides Chautems & M.Peixoto
- Sinningia striata (Fritsch) Chautems
- Sinningia sulcata  (Rusby) Wiehler
- Sinningia sulphurea Chautems & D.B.O.S.Cardoso
- Sinningia tuberosa  (Mart.) H.E.Moore
- Sinningia tubiflora (Hook.) Fritsch
- Sinningia valsuganensis Chautems
- Sinningia velutina  Lindl.
- Sinningia villosa Lindl.
- Sinningia warmingii (Hiern) Chautems

## Usi
Coltivata in serra o in vaso come annuale negli appartamenti, dove ha una scarsa durata, per la splendida fioritura

## Coltivazione
La coltivazione in serra è facile, le piante richiedono luce solare filtrata, ambienti caldo-umidi, terriccio di torba con aggiunta di vermiculite o perlite, ben drenato, durante la fioritura, concimare mensilmente con fertilizzante liquido ricco di fosfati, annaffiature regolari che vanno sospese dopo la fioritura per mettere a riposo le piante.
La moltiplicazione delle varietà pregiate si effettua con il taglio dei tuberi, che dopo la fioritura vengono seccati in autunno, piantandoli in primavera, o con talea di foglia, in serra calda su terriccio sabbioso.
La semina  è il metodo di propagazione che dà i risultati migliori, si effettua d'inverno in serra calda su terriccio di castagno e di erica, trapiantando le piantine in vasetti con terriccio ricco di sostanze organiche, con fioritura estiva.
I tuberi tolti dal terreno dopo la fioritura e fatti seccare, possono essere riutilizzati, ma non danno fioriture notevoli come le piante ottenute da seme.